# Округ Семили
Округ Семили (чеш. Okres Semily) је округ у Либеречком крају, у Чешкој Републици. Административно средиште округа је град Семили.

## Становништво
Према подацима о броју становника из 2012. године округ је имао 74.840 становника.